# Neodythemis afra
Neodythemis afra är en trollsländeart som först beskrevs av Friedrich Ris 1909.  Neodythemis afra ingår i släktet Neodythemis och familjen segeltrollsländor. IUCN kategoriserar arten globalt som livskraftig. Inga underarter finns listade i Catalogue of Life.